# Szebnie
Szebnie is een dorp in de Poolse woiwodschap Subkarpaten. De plaats maakt deel uit van de gemeente Jasło.

## Verkeer en vervoer
- Station Szebnie